# Maxim Saury
Pour les articles homonymes, voir Saury.
Maxim Saury est un musicien de jazz français, né à Enghien-les-Bains, dans le Val-d'Oise, le 27 février 1928, et mort à Boulogne-Billancourt, le 15 novembre 2012. Clarinettiste, chef d'orchestre et arrangeur, il est l'un des symboles du « revival » (la « résurrection ») du jazz Nouvelle-Orléans à Saint-Germain-des-Prés, pour les années 1950 et 1960.

## Repères biographiques
Fils d'un violoniste professionnel, André « Kiki » Saury, Maxim Saury commence par suivre des cours de violon entre 1940 et 1942, mais l'instrument ne lui convient pas et il se tourne dès 1943 vers la clarinette. En 1946, il entre dans l'orchestre de Christian Azzi, puis, l'année suivante, rejoint la formation de Claude Bolling, qu'il quitte en 1949 pour monter un trio et qu'il réintègre en 1951.
Entre 1955 et 1968, il joue presque sans relâche au Caveau de la Huchette, à Paris, et participe par ailleurs à tous les grands festivals de jazz français (dont Cannes, Antibes, Nice ou Juan-les-Pins).
Représentatif du milieu du jazz traditionnel français, il est invité sur les plateaux de télévision et apparaît également dans plusieurs films tournés à la fin des années 1950 et au début des années 1960, notamment dans Bonjour Tristesse d'Otto Preminger, Les Tricheurs de Marcel Carné, Mon oncle de Jacques Tati ou encore Adieu Philippine de Jacques Rozier.
Depuis la fin des années 1960, Maxim Saury se produit régulièrement en concert en France et à travers le monde.
En 2007, il fait partie des quelques interprètes retenus pour la compilation en quatre volumes Les 100 Plus Grands Succès de Saint-Germain-des-Prés, aux côtés de Yves Montand, Boris Vian, Juliette Gréco, Les Frères Jacques, Catherine Sauvage, Sidney Bechet, Marcel Mouloudji et Stéphane Grappelli.
En 2008, Maxim Saury se remarie, à l'âge de 80 ans. Et, en 2009, il se produit encore en diverses soirées, en galas et en concerts, fêtant ses « soixante ans de carrière ».
Il meurt à l’âge de quatre-vingt-quatre ans, le 15 novembre 2012 à l’hôpital Ambroise-Paré de Boulogne-Billancourt, à la suite de problèmes cardiaques.
Maxim Saury est le père de la batteuse de jazz Julie Saury.

## Principales tournées
- 1960 : Norvège
- 1963 : Afrique du Nord
- 1965 : Madagascar
- 1965 : La Réunion
- 1966 : Tahiti

## Discographie (partielle)
- Maxim Saury and his Jazz Music (Decca)
- Maxim Saury with Peanuts Holland (MFP)
- Hommage à Bechet (EMI, 1955-1964)
- Standards de la Nouvelle-Orléans (2005)
- Maxim Saury & Michel Crichton: Live in Passavant  (Passavant Music 2006)
- Standards de Chicago (2007)
- Swingin' in Los Angeles (2008)

### Autres projets
- Maxim Saury sur Commons

### Notices d'autorité
- Ressources relatives à la musique :   - Discogs
  - Grove Music Online
  - MusicBrainz
  - Muziekweb
- Ressource relative à la recherche :   - Isidore
- Notices d'autorité :   - VIAF
  - ISNI
  - BnF (données)
  - IdRef
  - LCCN
  - GND
  - Espagne
  - Belgique
  - Pologne
  - WorldCat